# Reuven Feinstein
Pour les articles homonymes, voir Feinstein.
Sholom Reuven Feinstein dit Reuven Feinstein, né le 1er août 1937 aux États-Unis , est un rabbin haredi américain, Rosh Yeshiva de la Yeshiva of Staten Island, New York. Il est le plus jeune fils du rabbin Moshe Feinstein, le Posek d'après la Seconde Guerre mondiale.

## Biographie
Reuven Feinstein est né le 1er août 1937 aux États-Unis. Il est le fils du rabbin Moshe Feinstein et de Sima Feinstein (née Kustanovich), née circa 1899 et morte le 21 octobre 1993. C'est le seul membre de sa fratrie n'étant pas né à Liouban en Biélorussie . Il est le frère de Pesach Chaim Feinstein (né en 1922 à Liouban en Biélorussie et mort en 1926 à Liouban en Biélorussie), de  Faye Gittel Shisgal (née le 1er mai 1923 à Liouban en Biélorussie et morte le 15 février 2015 à Jérusalem, en Israël), de Shifra Tendler (épouse du rabbin Moshe David Tendler) (née le 10 novembre 1927  à Liouban en Biélorussie et morte le 11 octobre 2007) 
et du rabbin Dovid Feinstein (né le 1er janvier 1929 à Liouban en Biélorussie et mort le 6 novembre 2020 à  New York, New York),.

## Œuvres
- (he) Divrei Sholom
- (en) Pirkei Shalom on Pirkei Avos